# ملک (نام خانوادگی)
ملک نام خانوادگی افراد زیر است:
- محمود برزنجی، معروف به «ملک»، پادشاه حکومت کردستان عراق در سالهای ١٩٢٢-١٩٢٤
- منوچهر ملک، از فرماندهان ارتش در حکومت محمدرضا پهلوی و معاون تیپ زرهی قزوین
- اسدالله ملک، نوازنده
- جهانگیر ملک، نوازنده